# 永田亮子 (実業家)
永田 亮子（ながた りょうこ、1963年〈昭和38年〉7月14日 - ）は、日本の女性実業家。日本たばこ産業（JT）元常勤監査役。

## 経歴

### 生い立ち
学生時代は中学生から大学生の頃までバレーボールをしていた。

### 日本たばこ産業
1987年3月に早稲田大学第一文学部を卒業後、4月にJTに入社。入社当初は営業研修をしていたが、すぐに医薬事業室へ異動となり、同社の医薬部外品の企画と販売に携わった。その後はマーケティングを勉強するため、1992年8月にアメリカ合衆国のフロリダ大学へ留学し、1994年8月に農業経済学修士を得た。
1994年の帰国後は人事部やJTと米バーガーキング社の合弁会社であったバーガーキングジャパンへの出向を経て、旭化成から取得されたJTの食品事業部に戻り、2001年4月に商品の企画と開発を手掛ける同事業部の商品統括部長に就任した。商品統括部長時代には輸入中国製冷凍餃子食中毒事件が発生し、責任者としてリスクマネジメントの現場経験をしたことがある。
事件直後の2008年6月には、女性として初めてJTの執行役員に就任すると同時に、ルーツや桃の天然水等を展開していた飲料事業部（2015年12月に飲料事業撤退につき廃止）の部長に就任した。
その後、2013年6月にJTのCSR担当を経て、2018年3月27日に開催された定時株主総会において同社の常勤監査役に選任され、2019年に再任された。監査役時代は同社の監査役会議長を務めていたが、2023年3月24日には任期満了により監査役を退任した。

### その他
2021年6月23日に開催された本田技研工業の定時株主総会において、同社の社外取締役兼監査委員に選任された。取締役就任について永田は、「サステナビリティや女性の視点から、思ったことを取締役会で申し上げていきたい」と、また、「ホンダ（本田技研工業）の戦略にはワクワクする。執行部が思う存分やれるよう社外取締役として支えていきたい」と語っている。
前述のJTの監査役を退任して以降は、2023年3月29日にはメドレーの社外監査役に、同年6月21日にはUACJの社外取締役にそれぞれ就任している。